# Teresa Rabska
Teresa Irena Rabska (ur. 20 października 1926 w Środzie Wielkopolskiej, zm. 7 sierpnia 2018 w Poznaniu) – polska prawniczka i nauczyciel akademicki, profesor nauk prawnych, współtwórczyni dziedziny publicznego prawa gospodarczego, redaktor naczelna „Ruchu Prawniczego, Ekonomicznego i Socjologicznego” (2003–2018), pierwsza kobieta pełniąca funkcję prorektora w historii Uniwersytetu im. Adama Mickiewicza w Poznaniu (1984–1985).

## Życiorys
Córka Kazimierza i Janiny, pochodziła z rodziny o tradycjach prawniczych. Lata okupacji spędziła w Krakowie, uczęszczając na tajne komplety. W 1950 ukończyła studia na Wydziale Prawa Uniwersytetu Poznańskiego, kształciła się u profesora Mariana Zimmermanna, twórcy poznańskiej szkoły administratywistów. Na tej samej uczelni w 1961 uzyskała stopień naukowy doktora. W 1975 na podstawie dorobku naukowego i pracy habilitacyjnej została doktorem habilitowanym, a w 1991 otrzymała tytuł naukowy profesora nauk prawnych. Wypromowała siedmiuset magistrów i dziesięciu doktorów, opiekowała się także dwiema pracami habilitacyjnymi. Wykładała również m.in. w Krajowej Szkole Administracji Publicznej.
W pracy naukowej specjalizowała się w zakresie prawa gospodarczego publicznego, której to dziedziny była współtwórczynią. Była autorką ponad stu publikacji, w tym kilkakrotnie wznawianej pozycji Prawo administracyjne stosunków gospodarczych (PWN, Warszawa 1967). W 2003 zastąpiła Macieja Zielińskiego na funkcji redaktora naczelnego „Ruchu Prawniczego, Ekonomicznego i Socjologicznego”, pełniła ją do czasu swojej śmierci w 2018.
Zawodowo przez około pięćdziesiąt lat do czasu przejścia na emeryturę w 1998 związana z Uniwersytetem im. Adama Mickiewicza, od 1991 na stanowisku profesora zwyczajnego. W latach 1979−1982  była członkinią Rady Naukowej Instytutu Państwa i Prawa PAN, a w latach 1991–1993 członkinią Komitetu Nauk Prawnych PAN. Była długoletnim kierownikiem Katedry Publicznego Prawa Gospodarczego (1969–1997), prodziekanem Wydziału Prawa i Administracji (1975–1978) i pierwszą kobietą prorektorem ds. studenckich (1984–1985).
Od 1989 do 1999 zaangażowana w działalność legislacyjną jako ekspertka parlamentu. Brała udział w pracach nad reformami kształtującymi system administracji centralnej i samorządu terytorialnego, pracowała w Zespole ds. Reorganizacji Administracji Publicznej przy prezesie Rady Ministrów (1992), Radzie ds. Samorządu Terytorialnego przy prezydencie RP (1994), Radzie ds. reform ustrojowych państwa (1998), była także członkinią Rady Służby Cywilnej (1996−1999).
Zmarła 7 sierpnia 2018. Została pochowana 17 sierpnia 2018 na cmentarzu parafialnym przy ul. Nekielskiej 21 w Środzie Wielkopolskiej.

## Odznaczenia i wyróżnienia
Odznaczona m.in. Krzyżem Oficerskim (2001) i Komandorskim (2010) Orderu Odrodzenia Polski. W 2010 otrzymała tytuł honorowego obywatela Poznania, a w 2017 została uhonorowana przez rektora UAM Medalem Homini Vere Academico.